# Boston Marathon 1907

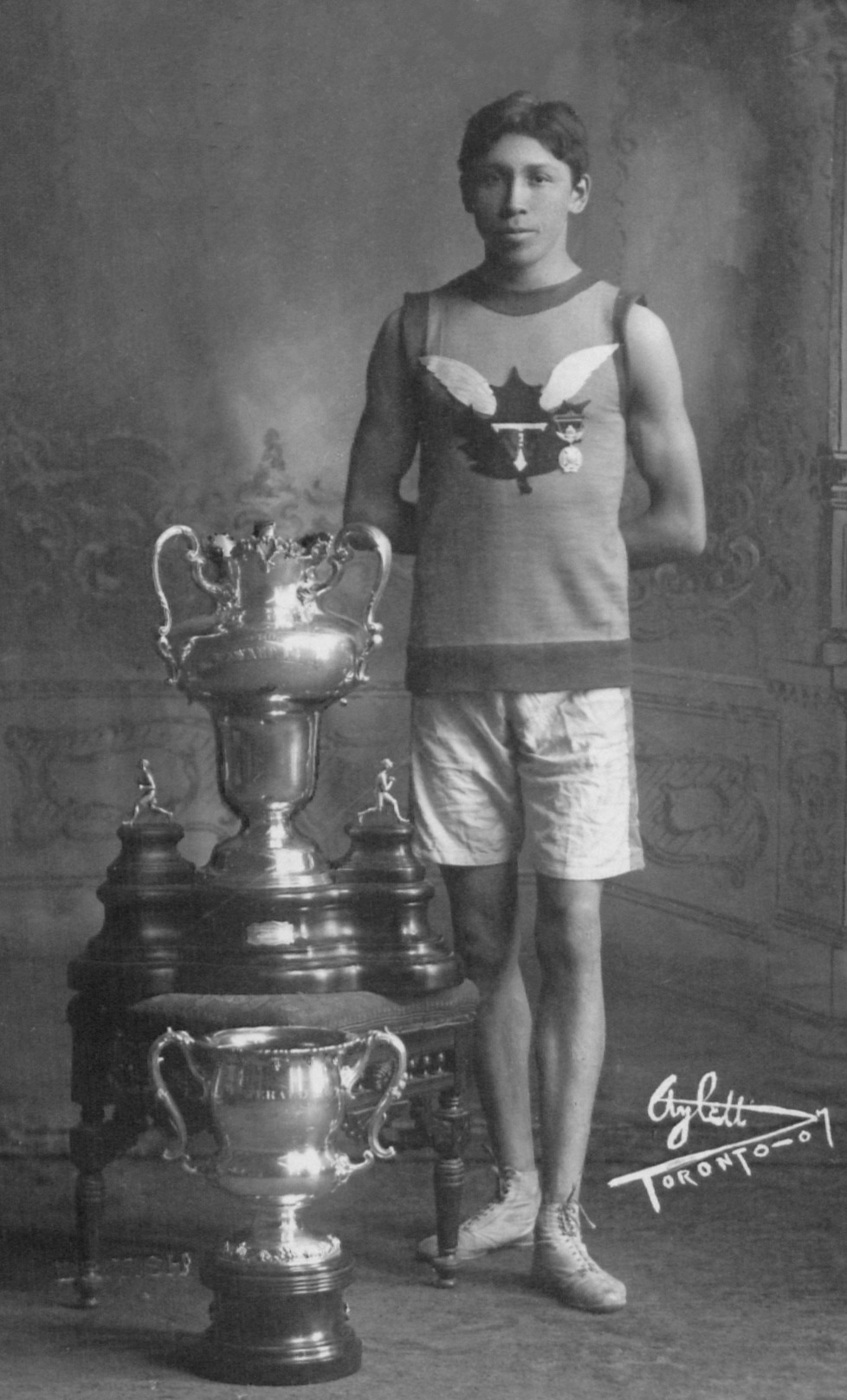
Winnaar Tom Longboat met de overwinnaarsbokaal.

De Boston Marathon 1907 werd gelopen op vrijdag 19 april 1907. Het was de elfde editie van deze marathon. De wedstrijd werd gewonnen door Thomas Longboat uit Canada. In vergelijking met de opvattingen vanaf 1908 dat de marathon een lengte hoorde te hebben van 42,195 km, was het parcours te kort. Het was namelijk tussen 37 en 38,8 km lang.

## Uitslagen
| rang   | naam              | land | tijd    |
| ------ | ----------------- | ---- | ------- |
| Goud   | Thomas Longboat   | CAN  | 2:24.24 |
| Zilver | Robert Fowler     | USA  | 2:27.54 |
| Brons  | John Hayes        | USA  | 2:30.38 |
| 4      | James O'Mara      | USA  | 2:35.37 |
| 5      | James J. Lee      | USA  | 2:36.04 |
| 6      | Charles E. Petch  | CAN  | 2:36.47 |
| 7      | Sidney Hatch      | USA  | 2:37.11 |
| 8      | J.H. Neary        | USA  | 2:37.59 |
| 9      | John Lindquist    | SWE  | 2:38.58 |
| 10     | Carl D. Schlobohm | USA  | 2:42.02 |

1897 ·
1898 ·
1899 ·
1900 ·
1901 ·
1902 ·
1903 ·
1904 ·
1905 ·
1906 ·
1907 ·
1908 ·
1909 ·
1910 ·
1911 ·
1912 ·
1913 ·
1914 ·
1915 ·
1916 ·
1917 ·
1918 ·
1919 ·
1920 ·
1921 ·
1922 ·
1923 ·
1924 ·
1925 ·
1926 ·
1927 ·
1928 ·
1929 ·
1930 ·
1931 ·
1932 ·
1933 ·
1934 ·
1935 ·
1936 ·
1937 ·
1938 ·
1939 ·
1940 ·
1941 ·
1942 ·
1943 ·
1944 ·
1945 ·
1946 ·
1947 ·
1948 ·
1949 ·
1950 ·
1951 ·
1952 ·
1953 ·
1954 ·
1955 ·
1956 ·
1957 ·
1958 ·
1959 ·
1960 ·
1961 ·
1962 ·
1963 ·
1964 ·
1965 ·
1966 ·
1967 ·
1968 ·
1969 ·
1970 ·
1971 ·
1972 ·
1973 ·
1974 ·
1975 ·
1976 ·
1977 ·
1978 ·
1979 ·
1980 ·
1981 ·
1982 ·
1983 ·
1984 ·
1985 ·
1986 ·
1987 ·
1988 ·
1989 ·
1990 ·
1991 ·
1992 ·
1993 ·
1994 ·
1995 ·
1996 ·
1997 ·
1998 ·
1999 ·
2000 ·
2001 ·
2002 ·
2003 ·
2004 ·
2005 ·
2006 ·
2007 ·
2008 ·
2009 ·
2010 ·
2011 ·
2012 ·
2013 ·
2014 ·
2015 ·
2016 ·
2017 ·
2018 ·
2019 ·
2020 ·
2021 ·
2022